# Usine Stellantis de Buenos Aires
Le site industriel Stellantis de Buenos Aires (ancien site industriel PSA de Buenos Aires) est une usine d'assemblage automobile du groupe Stellantis en Argentine. Elle est située à El Palomar, en proche banlieue de la capitale argentine.
Le nom officiel du site est "Polo Industrial Argentina" (PIAR).
Il produit actuellement les Citroën Berlingo I Peugeot Partner I et Peugeot 208 II.

## Histoire
L'usine d'El Palomar a été construite par Fiat Concord, la filiale argentine de Fiat, à partir de 1962 et inaugurée en 1964 par le Président de la République d'Argentine Arturo Illia et le directeur de Fiat America Latina, Aurelio Peccei. La société Fiat Argentina a été créée le 1er Juin 1948.
Peugeot a démarré ses activités industrielles en Argentine en 1965 à travers la société S.A.FR.AR - Sociedad de Automóviles Franco Argentinos qui assemblait des automobiles sous licence dont les constructeurs français Peugeot et Citroën, alors concurrents, étaient actionnaires minoritaires. 
En 1980, Peugeot, dont la 403 avait été assemblée jusqu'en 1965, remplacée par la 404, puis par la 504 en 1969, veut quitter l'Argentine. Fiat Concord intègre S.A.FR.AR pour créer SEVEL Argentina dont Peugeot devient un actionnaire très minoritaire et qui revend ses parts en 1981/82 à Fiat et au groupe .
De 1981 jusqu'en 1998, SEVEL Argentina va produire, dans les usines Fiat d'El Palomar et de La Ferreyra, les modèles Fiat 600S, 133, 128, 125, 147, Regatta, Duna, Uno CS, Fiorino, les Peugeot 504, 505 et 405 et le pick-up Chevrolet C-10. Dans une période de très forte inflation et de chute de la consommation, Fiat décide également de se retirer d'Argentine et cède SEVEL Argentina au Groupe Macri (es) qui va poursuivre la production. En 1996, Fiat décide de reprendre pied dans le pays et de construire une nouvelle usine à Cordoba, PSA rachète alors la société SEVEL Argentina et l'usine d'El Palomar pour y produire la 306. Cette situation a permis le retour de la marque Citroën en Argentine, pays qu'elle avait dû quitter en 1979 après une faillite. La société SEVEL est restée opérationnelle jusqu'en février 2000 après que PSA ait changé la raison sociale en "Peugeot Citroen Argentina". 
Le site argentin d'El Palomar à Buenos Aires a produit 85 445 véhicules en 2009. Le site totalisait alors 4 730 employés. 1,2 million de véhicules sont sortis des chaînes entre 1963 et 2010. Sur l'année 2015, le site produit 57 000 véhicules.
À partir de 2015, l'Argentine subit une forte baisse de sa production d'automobiles (-20%) ; les petits utilitaires résistent mieux. PSA passe de 45 849 automobiles produites en 2015 à 3 495 en 2019 avant de remonter à 16 445 en 2020. Ford ferme son usine et quitte le pays en 2019, Honda fait de même en 2020, Volkswagen met son usine en sommeil en 2019 et 2020 mais poursuit au ralenti la production des très petits utilitaires.
Avec un point mort abaissé en quelques années de 400 000 à 150 000 véhicules à l'année en Amérique du Sud, la zone est redevenue rentable pour le groupe en 2015. En 2016, les ventes ont progressent de 17% de janvier à octobre 2016, avec 149 000 unités écoulées sur cette période. PSA souhaite lancer 16 modèles en 5 ans dans la région, doubler ses ventes et de tripler ses profits.
Malgré la récession qui touche le pays, PSA annonce fin 2016 300 millions d’euros d’investissement ainsi que la production de véhicules basés sur la nouvelle plateforme CMP pour 2019 à destination du marché local et pour l’exportation. Cette plate-forme arrivera finalement un an plus tard, en 2020, avec le lancement de la fabrication de la Peugeot 208 II.

### Modèles construits
Liste des modèles Peugeot et Citroën construits dans l'usine d'El Palomar par SEVEL Argentina puis par PSA après le rachat du site en 1998 :

#### Peugeot
- Peugeot 504 berline & pick-up (1969-1999)
- Peugeot 405 (1992-2001)[7]
- Peugeot 306 (1996-2001)[8]
- Peugeot Partner (1998-en cours)
- Peugeot 206 (1999-2008)
- Peugeot 307 5 portes (2004-2011)[9],[10]
- Peugeot 307 Sedan (2006-2010)[11]
- Peugeot 207 Compact 3 portes et 5 portes (2008-2016)[12],[13]
- Peugeot 308 I 5 portes (2011-2021)[14],[15]
- Peugeot 408 I (2010-2021 )[16],[15]
- Peugeot 208 II (2020- )[17]
- Peugeot 2008 II (2024- )[18]

#### Citroën
- Citroën Berlingo (1999-en cours)
- Citroën C4 Pallas (2007-2013)[19]
- Citroën C4 Lounge (2013-2021)[20],[15]